# Jeu de paume
El jeu de paume era un joc de pilota francès. És un ancestre directe del tennis i, potser, de la pilota valenciana, jugat per dos equips que s'encaren per passar-se la pilota per sobre d'una xarxa. La puntuació consisteix en jocs dividits en quatre quinzes (15-30-40 i joc). El Jeu de paume als Jocs Olímpics d'estiu de 1908 va ser l'únic cop que va formar part del programa olímpic.

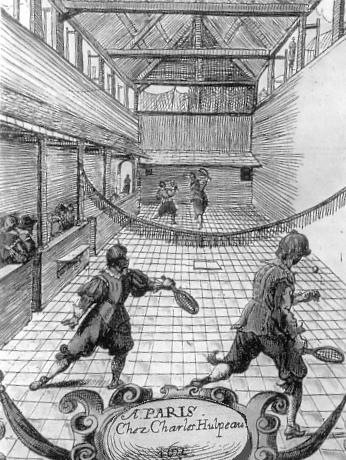
Jeu de paume al segle XVII

## Descripció i terreny de joc
En un començament es colpejava amb el palmell de la mà (paume en francés) una pilota feta amb pell assaonada d'anyell (una pilota de badana), tot i que després passà a jugar-se amb pales de fusta, i finalment amb raquetes (de cànem i budells), tot cercant pilotes més complexes (i cares) i d'un bot més noble.
També en els seus començos el joc es practicava l'aire lliure, però a partir del segle xiv comença a jugar-se en tancats anomenats tripots (molt semblants als trinquets francesos).
La popularitat d'aquest esport queda palesa davant la dada que, el 1292, a la ciutat de París hi havia 13 artesans dedicats a la fabricació de pilotes, el 1596 hi havia 250 sales de jeu de paume. Però el mateix caràcter nobiliari que la va escampar i fer triomfar, la va fer ser abandonada des del 1789 amb la Revolució Francesa, restant refugiada als nobles anglesos, els quals la farien derivar cap a l'actual tennis.

## Eljeu de paumei lapilota valenciana
Ja al segle xvi l'erudit valencià Joan Lluís Vives en els seus Diàlegs 
compara les maneres de jugar a París i a València per acabar concloent que, llevat d'unes petites diferències, les regles eren les mateixes. Tres personatges, Borja, Cavanilles i Centelles (que ha tornat de París) conversen així:
 Borja: Que n'hi ha a França de jochs públics, com los nostres?
Centelles: De tota França no'n puch parlar. A París, en fet de jochs públics no hi ha; de privats, n'hi ha molts...
Borja: Jugan igual que per aquí?
Centelles: No hi ha gayre diferència...
Cavanilles: A França y a Bèlgica jugan sobre paviments enrajolats plans y llisos.
Borja: Ab quina mena de pilotes jugan?
Centelles: Casi may ab pilotes de vent, com aquí, sinó ab unes pilotes una mica més petites, y molt més dures, de cuyro blanch. La borra no és com en les vostres de pellussa de drap, és de pèl de goç y per tal motiu, jugan rarament ab la palma de la mà.
Borja: Donchs com percuteixen la pilota? ab lo puny? com en les de vent?
Centelles: No, ab una pala.
Borja: Feta de fil?

## Influències deljeu de paume
Tenint en compte les regions d'Europa en què ha romàs constància o en què encara es practica algun joc de pilota, hom raona que el jeu de paume en fou el precursor, adaptant-se tant als espais oberts i amb gespa neerlandesos (Joc de pilota a mà frisó) com als estrets carrers valencians (Llargues).
Aquest és un llistat, ordenat per països, de les modalitats que se suposen hereves del jeu de paume:
- Alemanya: Faustball
- Bèlgica: Ballpelote
- Espanya:

- Canàries
- País Basc: Bote luzea (Pilota basca)
- País Valencià: Llargues (Pilota valenciana)

- França: Longue paume
- Països Baixos: Joc de pilota a mà frisó

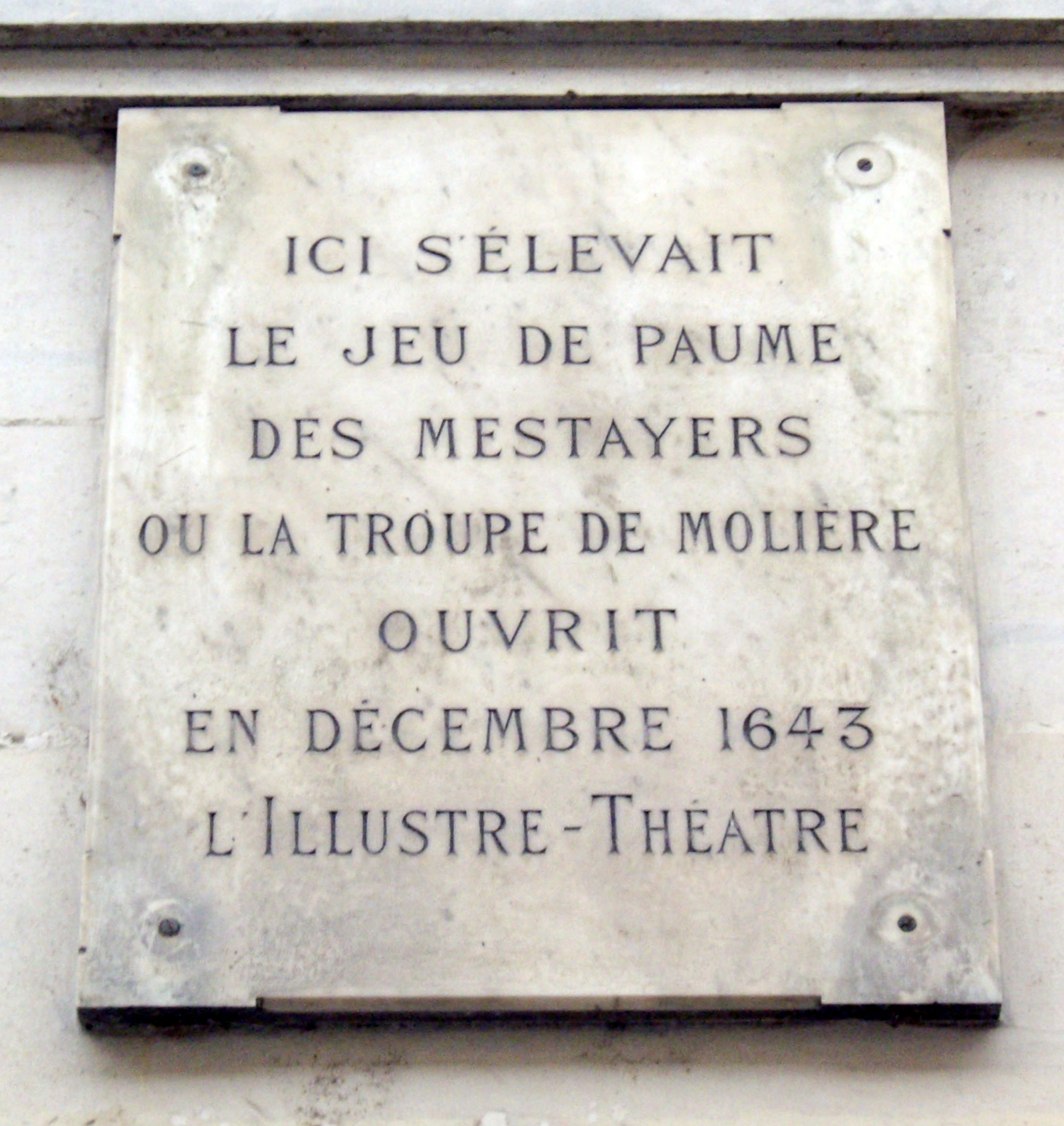
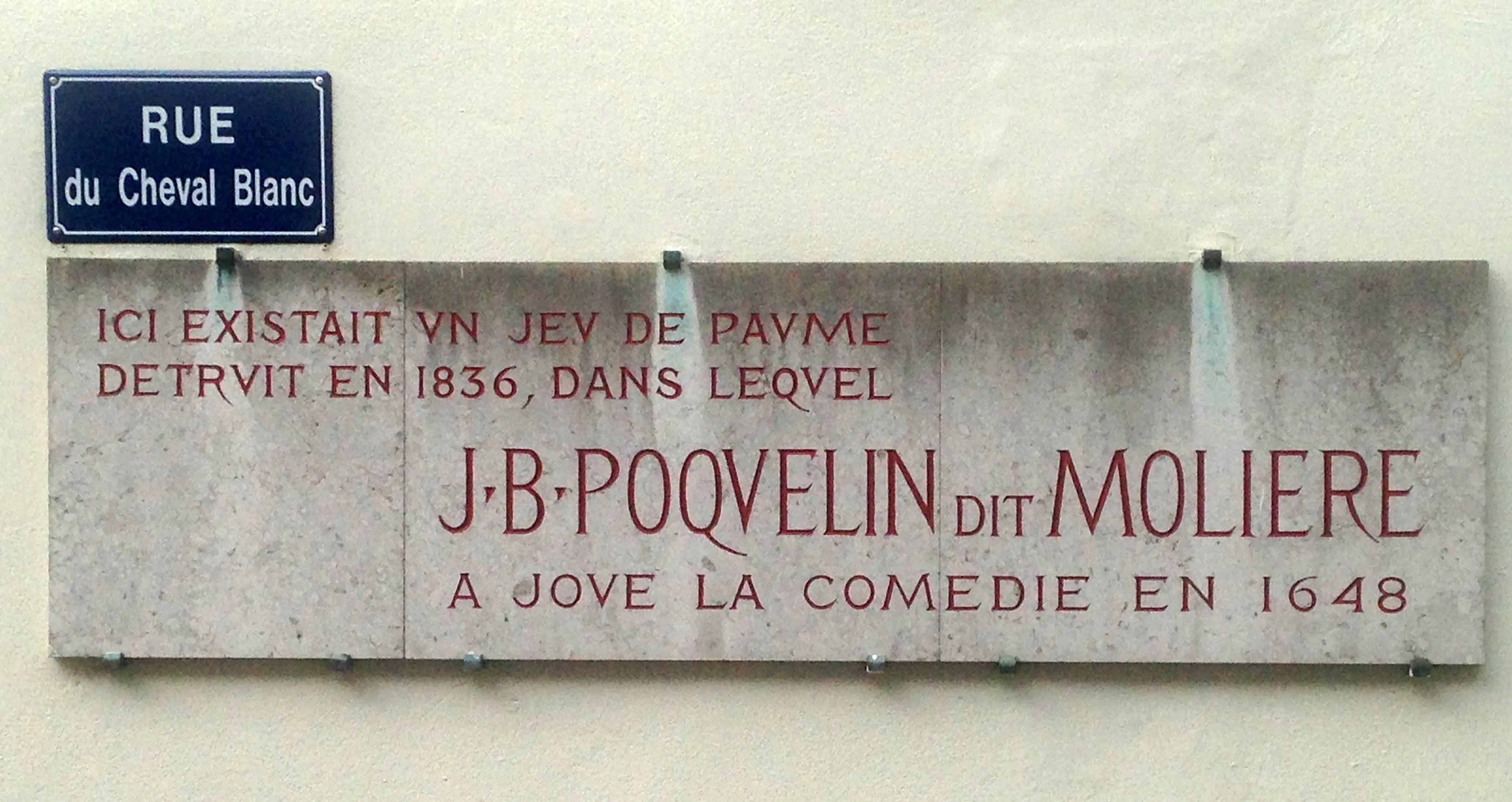

- Itàlia: Pallone
- Portugal: Punhobol
- Romania